# 金山幸福水上机场
金山幸福水上机场，又称金山水上机场，是位于上海市金山区沪杭公路7741号金山城市沙滩北侧的A2类水上通用机场，由上海金山通用航空产业发展有限公司运营，是中国大陆首个对公众开放提供通航运输服务的水上通用机场，金山区应急救援直升机标准起降点之一。

## 概况
金山幸福水上机场陆地占地7500平方米，水面占地35万平方米，有一个水上运行区，长1450米、宽150米，设1条05-23方向的水上跑道、上岸坡道和70米长的水上飞机停靠码头，机坪设4个机位和直径为17米的直升机起降坪。

## 历史
2015年4月28日，机场试飞成功。
2016年7月20日，机场开通首次运行，但在执行至舟山的首飞航线时发生了事故，随后该航线暂停运行。
2019年7月10日，金山幸福水上机场获得A2类许可证。
2020年9月16日，机场复飞，开通至舟山普陀山机场的水上航线，名“沪舟风景快线”，航程170公里，全程1小时，航速225公里每小时，由Cessna208B EX机型担任，每周五、周六、周日各有一趟往返航班；11月1日，机场再开通至建德千岛湖通用机场航线。
2021年10月，华东无人机基地在此实验垂直起降固定翼无人驾驶飞行器海岛场景物流运输，1小时完成了前往浙江舟山运输海鲜并返回上海的飞行。